# رود کوریکا
کوریکا (روسی: Курейка) یک رود و ریزابه‌ای مهم از رود ینی‌سئی است که در سرزمین کراسنویارسک در روسیه جریان دارد.
حوضه آبریز رود کوریکا بسیار کم‌جمعیت است. روستای کوریکا به‌عنوان موزه‌ای برای ژوزف استالین که طی سال‌های ۱۹۱۴ تا ۱۹۱۷ به آنجا تبعید شده بود، مورد استفاده قرار می‌گرفت.

## مسیر
رود کوریکا از فلات پوتورانا به دشت وسیع تایگا در شمال سیبری فرو می‌ریزد و با عبور از چندین دریاچه به سمت شمال جریان می‌یابد. این رود ۸۸۸ کیلومتر طول دارد و مساحت حوضه آبریز آن ۴۴٬۷۰۰ کیلومتر مربع است. پهنای این رود در محل پیوستن به ینی‌سئی بیش ار ۱۰۰۰ متر است.
دره رود کوریکا مرز شمالی فلات تونگوسکا را تشکیل می‌دهد.
|  |